# Catedral de Santa María (Kingston)
La Catedral de Santa María o más formalmente Catedral de la Inmaculada Concepción de Santa María (en inglés: St. Mary's Cathedral o Cathedral of Saint Mary of the Immaculate Conception) en Kingston, Ontario, Canadá es una catedral católica. Es una de las cuatro iglesias situadas dentro de 600 metros a lo largo de la calle Clergy (las otras tres son la Iglesia Chalmers United, Iglesia Presbiteriana de San Andrés, y iglesia Queen Street United). Es la sede de la arquidiócesis de Kingston en Canadá.
Diseñada por el arquitecto James R. Bowes, la construcción comenzó en 1842. La catedral fue inaugurada oficialmente el 4 de octubre de 1848. Fue ampliada en gran medida en 1889 con un diseño de Joseph Connolly.
La aguja se eleva a una altura de 242 pies, y esta se cree que es la estructura más alta de toda la ciudad de Kingston. Extensas renovaciones estructurales se realizaron entre 1987 y 1995, incluyendo la reconstrucción de gran parte de la pared norte y sustitución del techo de asbesto de 50 años de edad (en sí misma una sustitución de la cubierta original de estaño) con tejas de pizarra.